# Strand

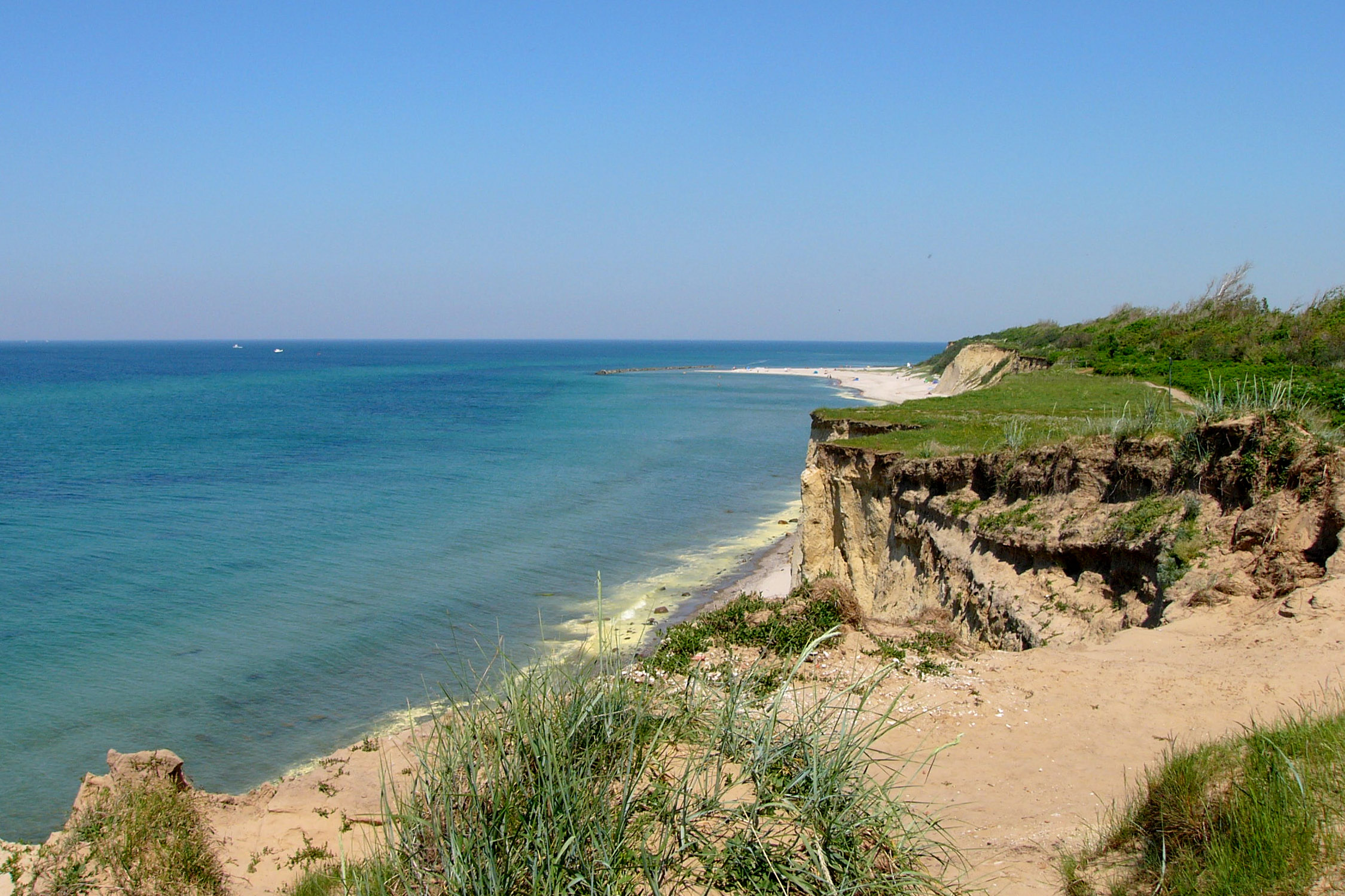
Förpommersk strand (Darss)

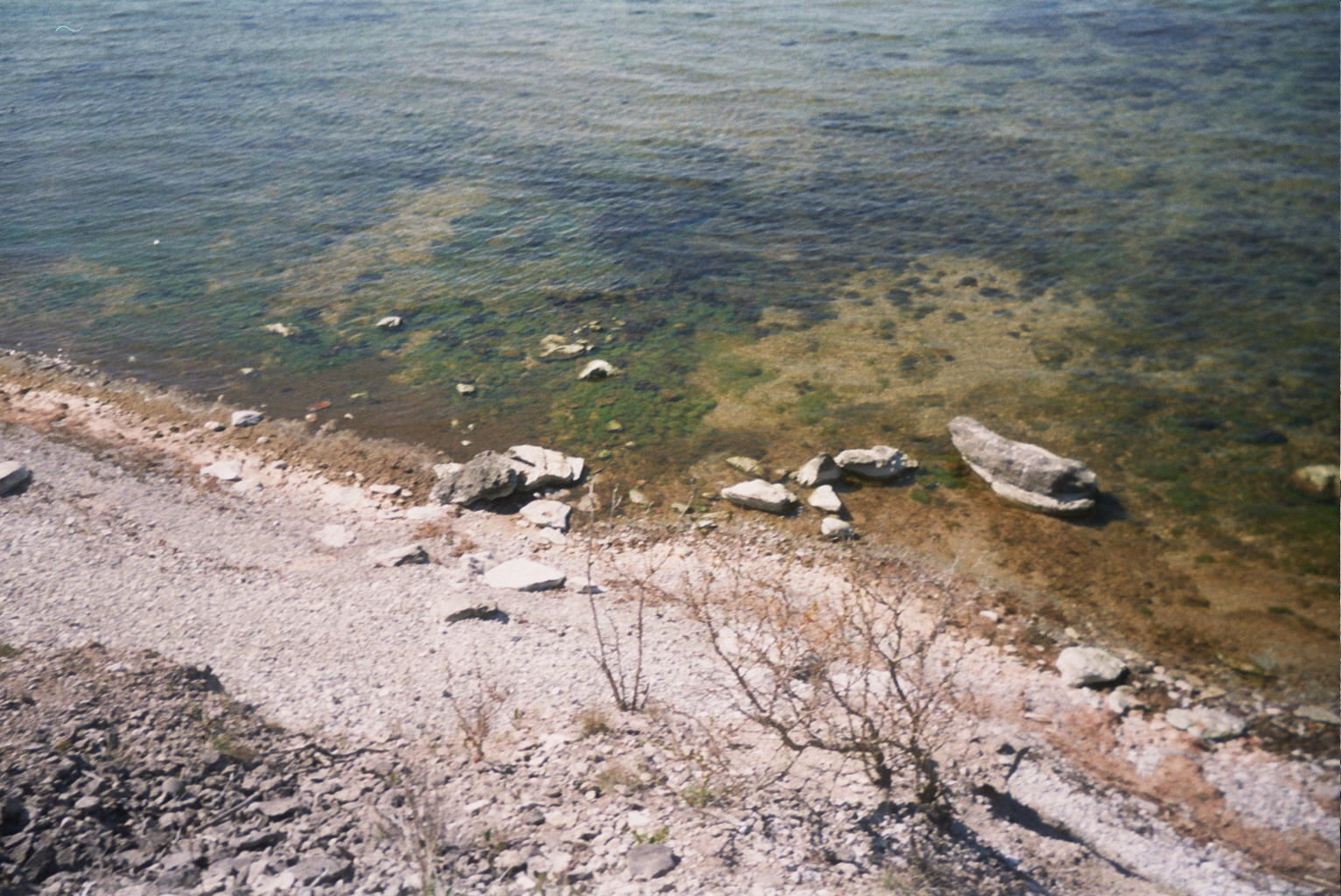
En strand

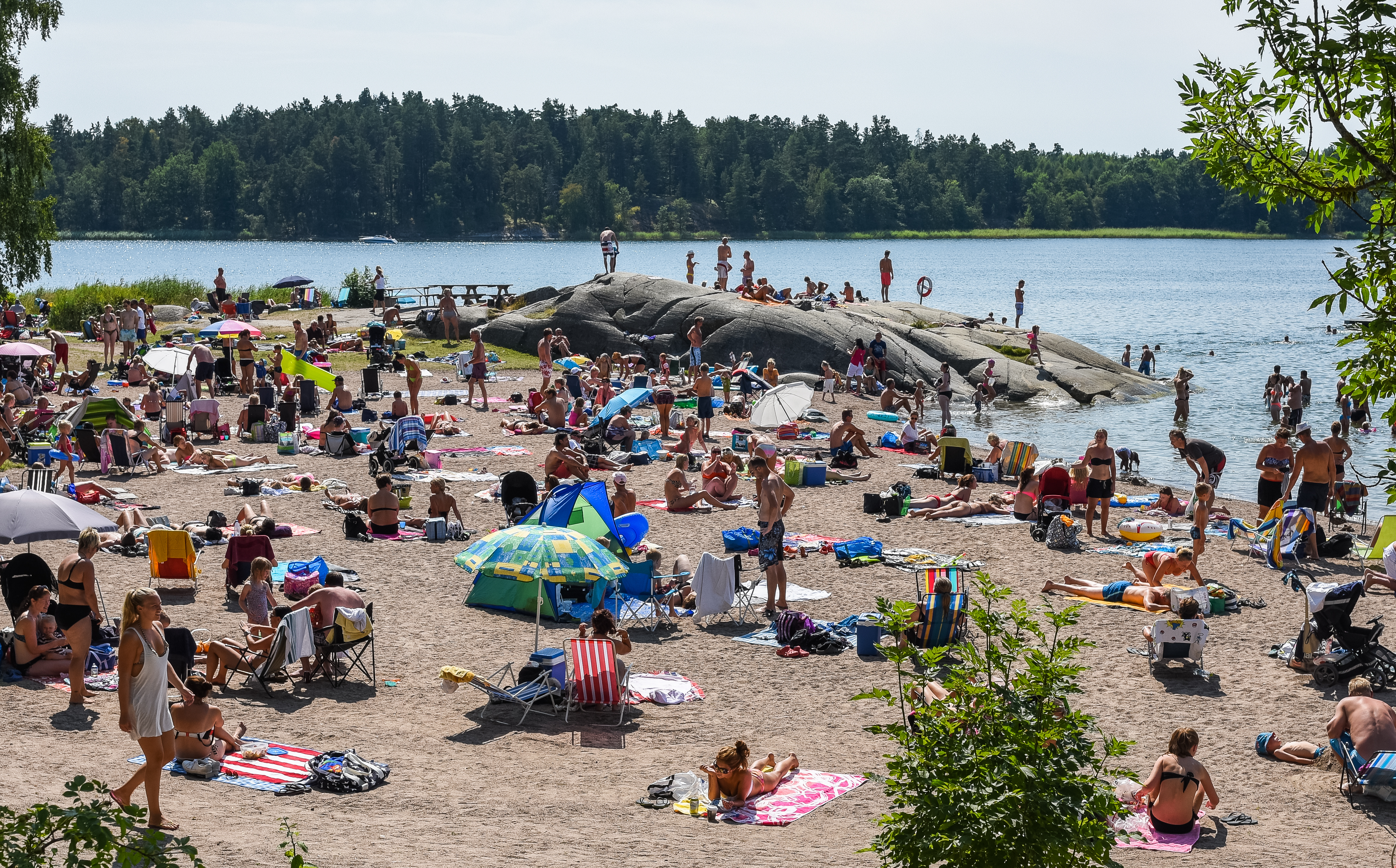
Strand på Vaxö utanför Stockholm

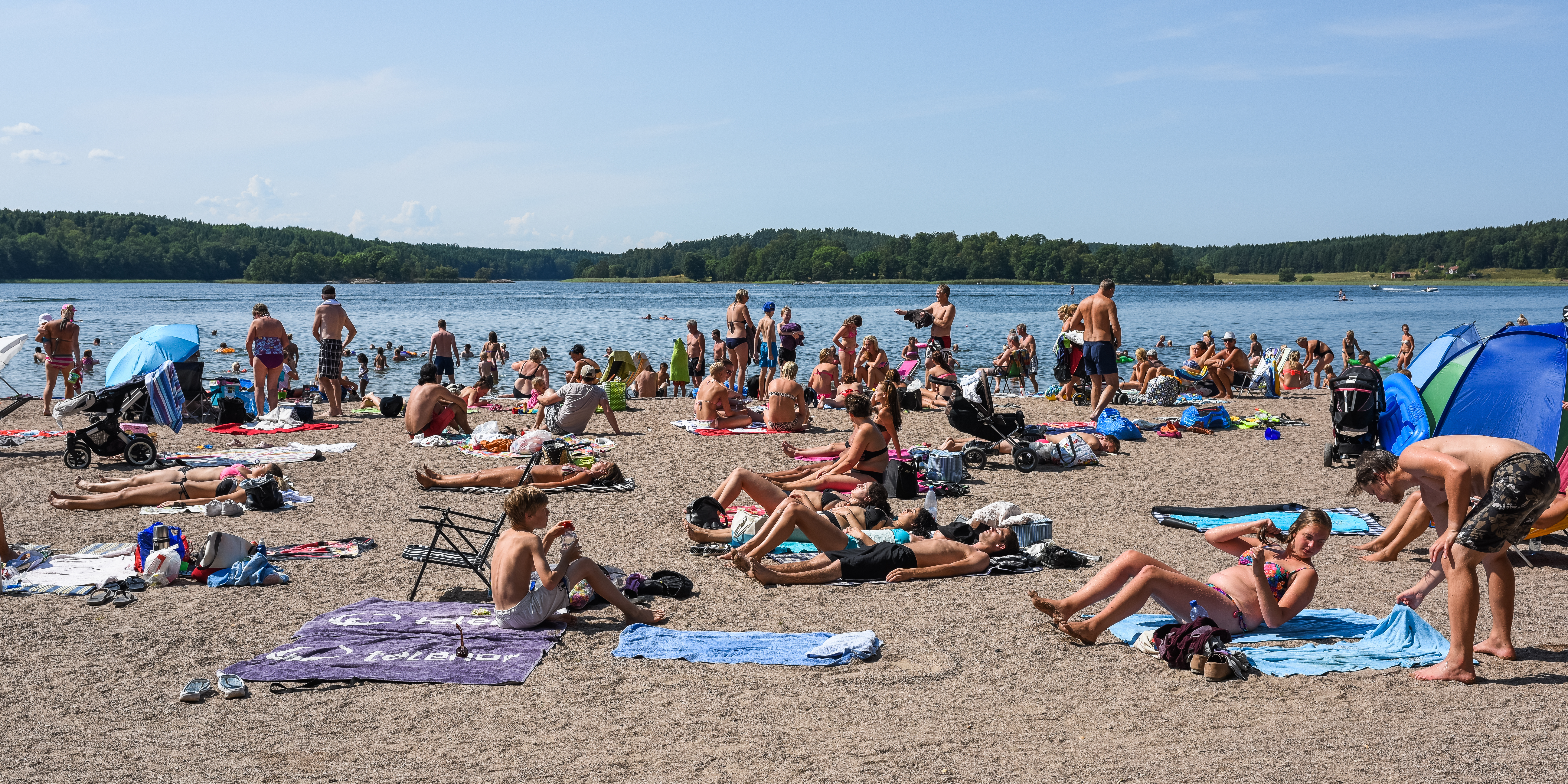
Strand på Vaxö utanför Stockholm

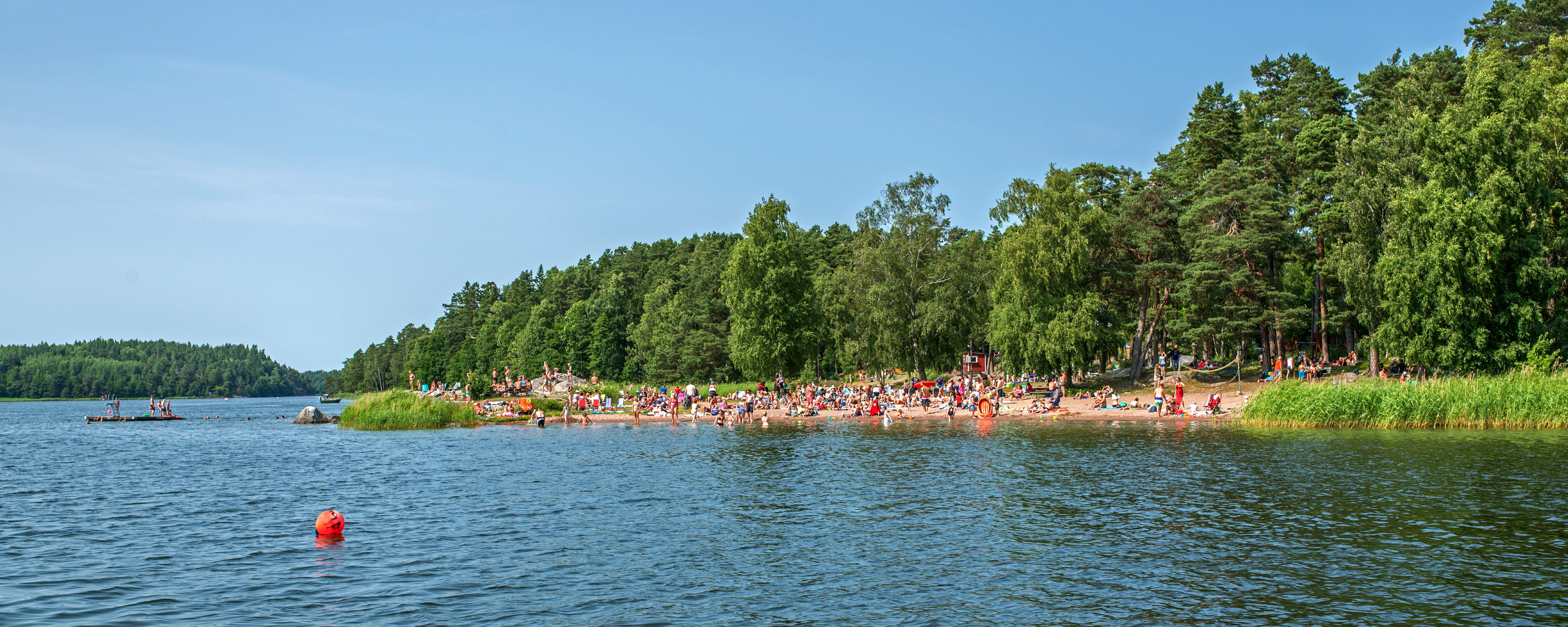
Strand på Vaxö utanför Stockholm

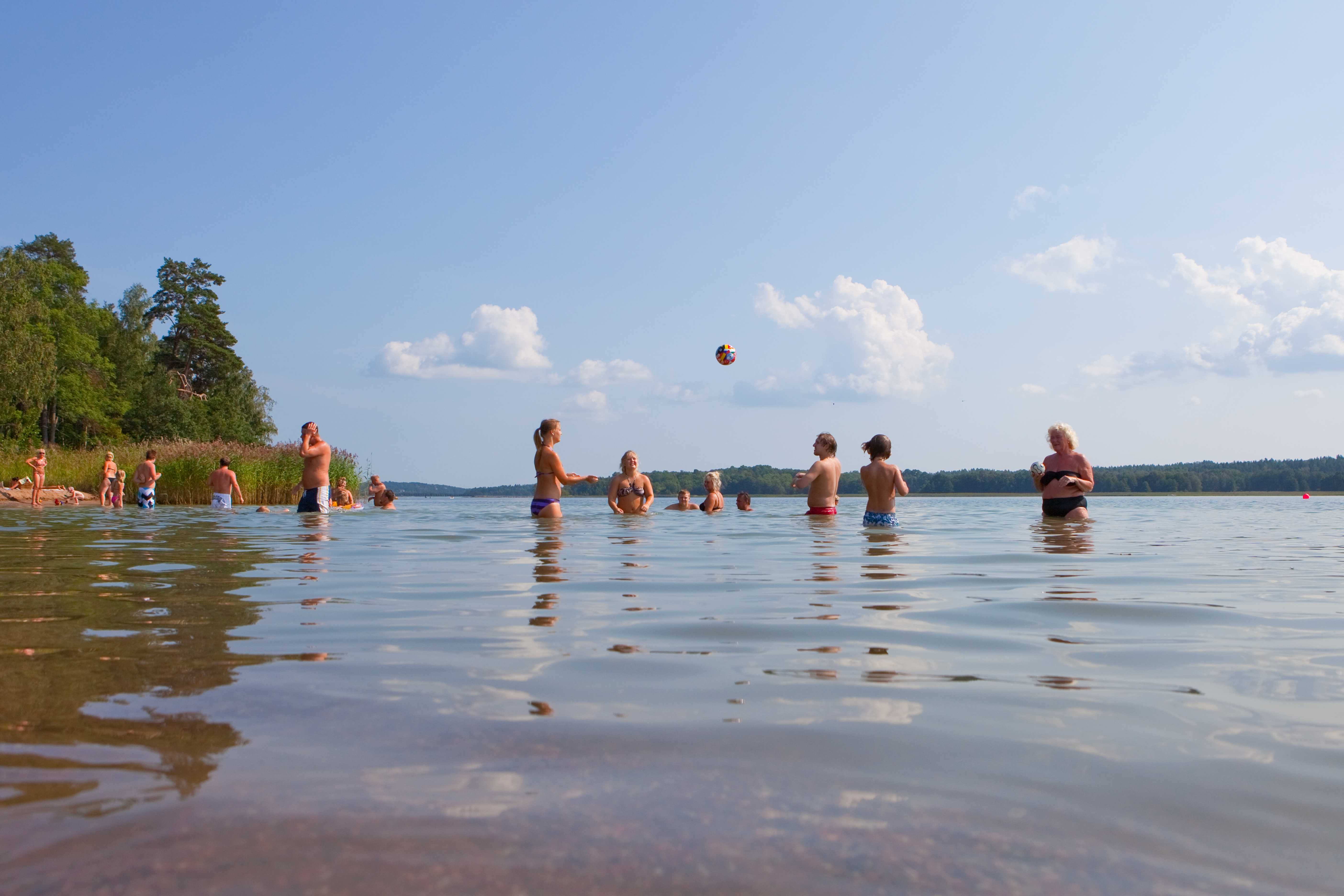
Strand på Vaxö utanför Stockholm

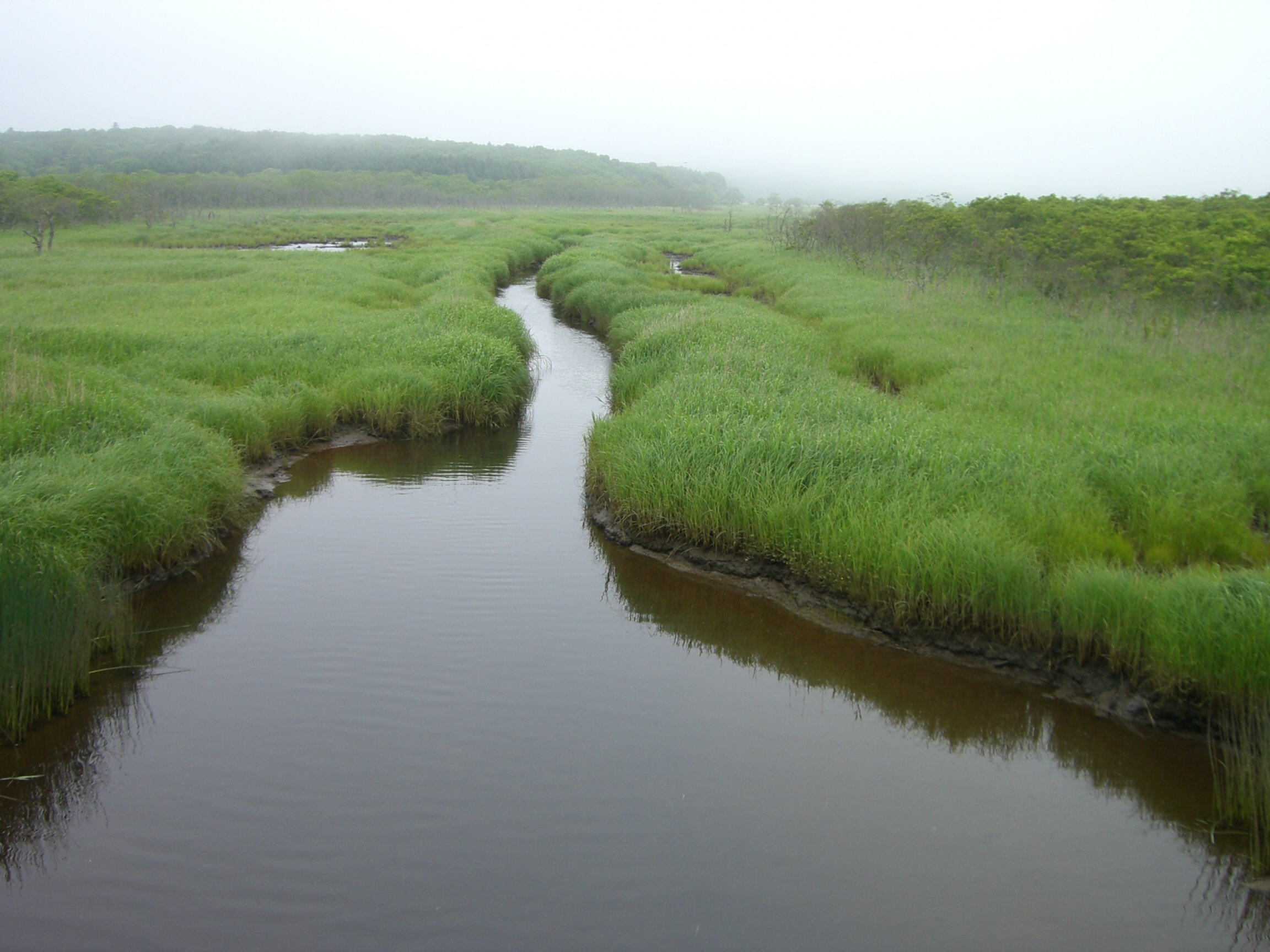
Stränder, limnisk våtmark, i Japan.

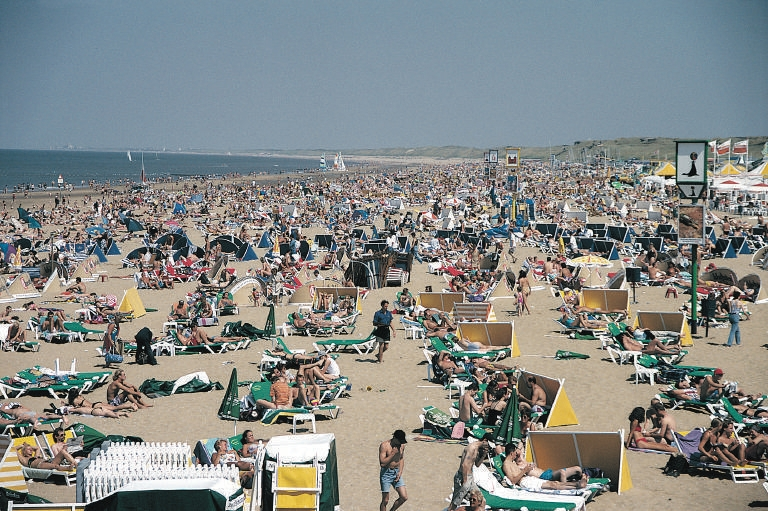
En sandstrand kan vara en populär plats för solbad.

Strand är gränsområdet mellan öppet vatten och fastare land. Stränder kan i vissa fall ha torvbildande vegetation. De kan vara skogbevuxna och skogen kallas då strandskog eller strandsumpskog. Stränder påverkas ofta av vågor och tidvatten.

## Indelning
Stränder indelas i:
- limniska våtmarker (våtmarker med sötvatten)
- marina våtmarker
- havsstränder
- stränder utmed sjöar och vattendrag

Våtmarker längs sjöar och vattendrag delas in i strandskogar, strandängar (fuktängar), mader, vassar, flytblads- och undervattensvegetation. Beroende på både klimatet och näringsrikedomen i insjön kommer olika typer av växter och djur att dominera på sjöstranden. Kring näringsrika (eutrofa) sjöar finns ofta större artrikedom än kring näringsfattiga (oligotrofa) sjöar.
Sandstränder är ofta populära utflyktsmål, för exempelvis utomhusbadning och simning, ofta vid mer eller mindre iordningställda badplatser. I Sverige gör allemansrätten att det normalt sett är tillåtet att bada ute i naturen. Det kan även finnas promenader och annan form av rekreation.
Strandtomter är normalt attraktiva objekt på fastighetsmarknaden. I Sverige omfattas stränder av ett lagskydd, strandskyddet.

## Svensk flora

### Sjöstränder
Arten vass (Phragmites australis) växer vid alla sorters sjöar, men bara kring de näringsrika blir bestånden riktigt kraftiga. Klibbal (Alnus glutinosa) är ett vanligt träd vanlig kring sjöarna i Syd- och Mellansverige.
I de rika vassbäddarna kring näringsrika sjöar finns ofta inslag av jättegröe (Glyceria maxima) och gråvide (Salix cinerea). Även bredkaveldun (Typha latifolia) kan hittas med sina iögonfallande cigarrliknande honax. Blomvass (Butomus umbellatus), svärdslilja (Iris pseudacorus), sjöranunkel (Ranunculus lingua), vattenmärke (Sium latifolium), sprängört (Cicuta virosa), stor igelknopp (Sparganium erectum), vattenstäkra (Oenanthe aquatica) samt de skräpporna vattenskräppa (Rumex hydrolapathum) och hästskräppa (R. aquaticus) är också vanliga.
Kring näringsfattiga sjöar finns endast lite vass (Phragmites australis) blandat med lite säv (Schoenoplectus lacustris) och sjöfräken (Equisetum fluviatile).

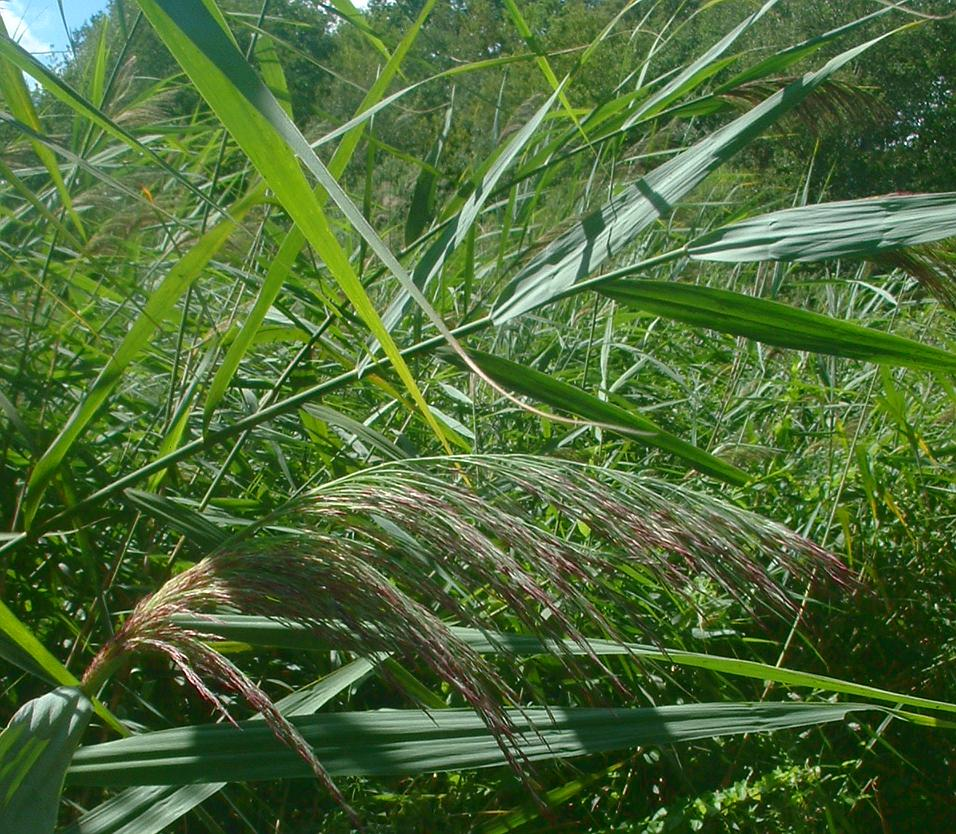
Vass
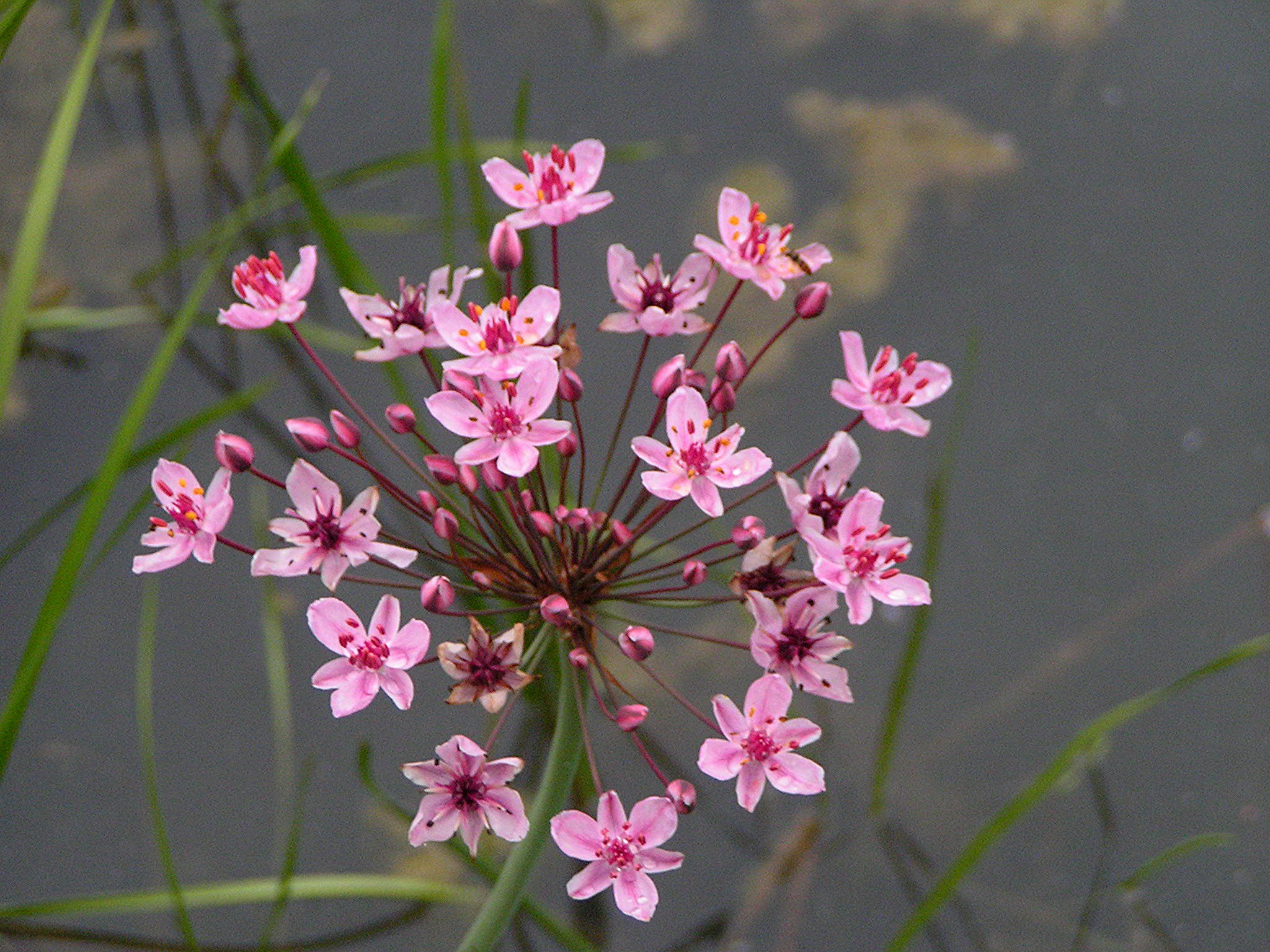
Blomvass
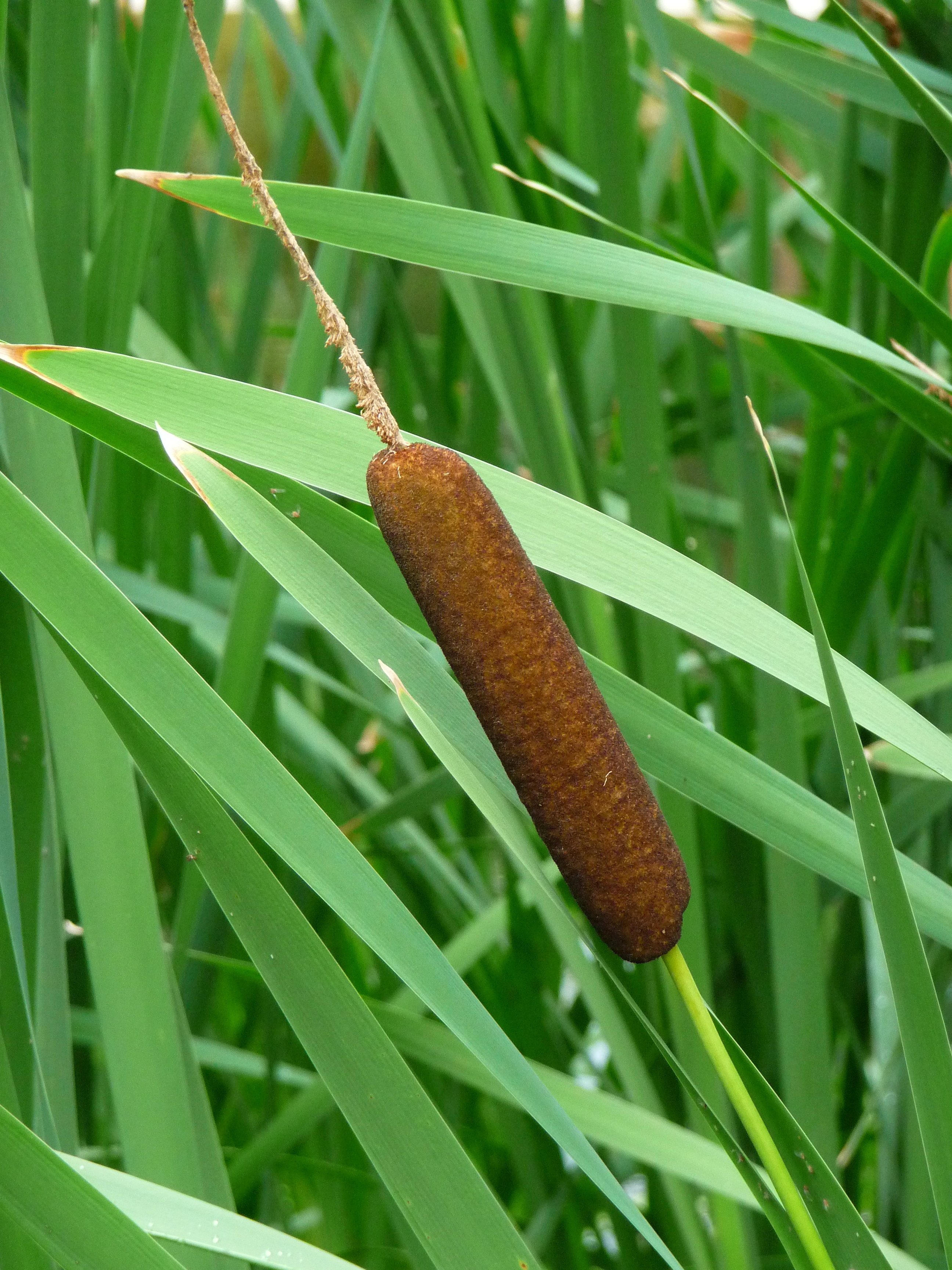
Bredkaveldun
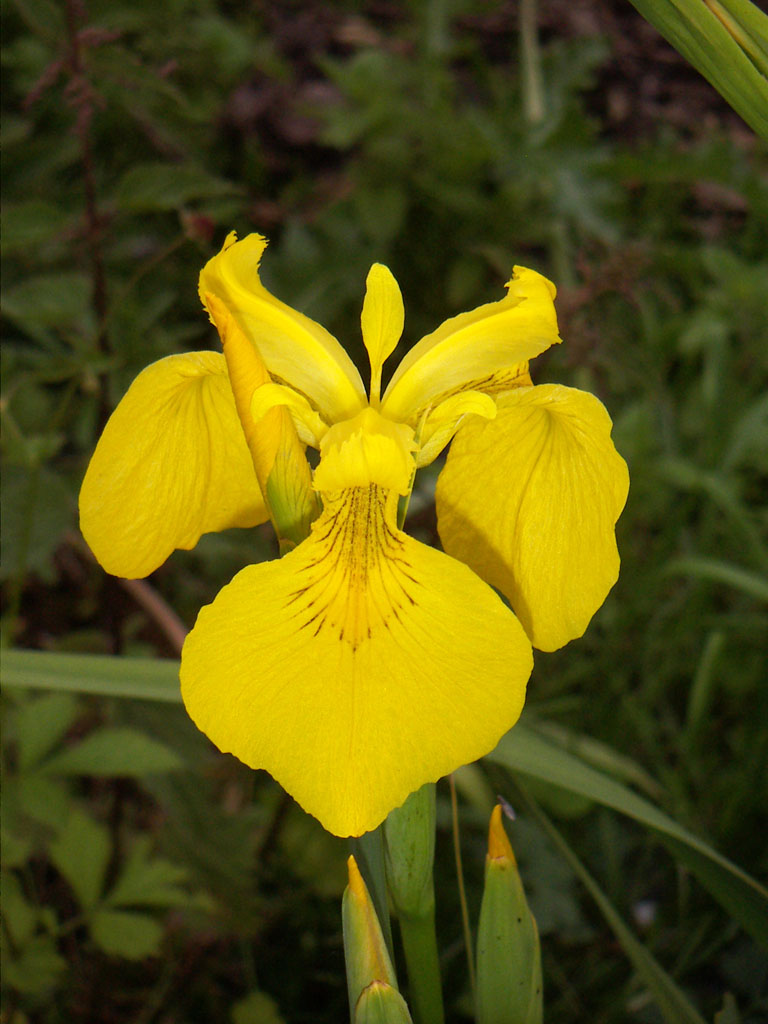
Svärdslilja

### Havsstränder
Sandstränder vid havet har ofta växter som är anpassade till den torka som salt och vattenbrist orsakar. Sådana anpassningar ger egenskaper som hårda sega eller köttiga blad och stjälkar. Vanliga arter är sandbindarna strandråg (Leymus arenarius) och sandrör (Ammophila arenaria) som har en förmåga att hålla kvar flygsand. Den i Sverige införda och fullständigt naturaliserade arten vresros (Rosa rugosa) börjar på vissa platser tränga ut den ursprungliga vegetationen. På sandstränder som är mindre exponerade kan sandstrandsvegetationen övergå i havsstrandängar
På steniga havsstränder och klippor vid havet finns en annan flora än på havssandstränder; arter som strandaster (Tripolium vulgare), strandkål (Crambe maritima) och trift (Armeria maritima). På steniga stränder främst kring Östersjön finns havtorn (Hippophaë rhamnoides) och vejde (Isatis tinctoria).

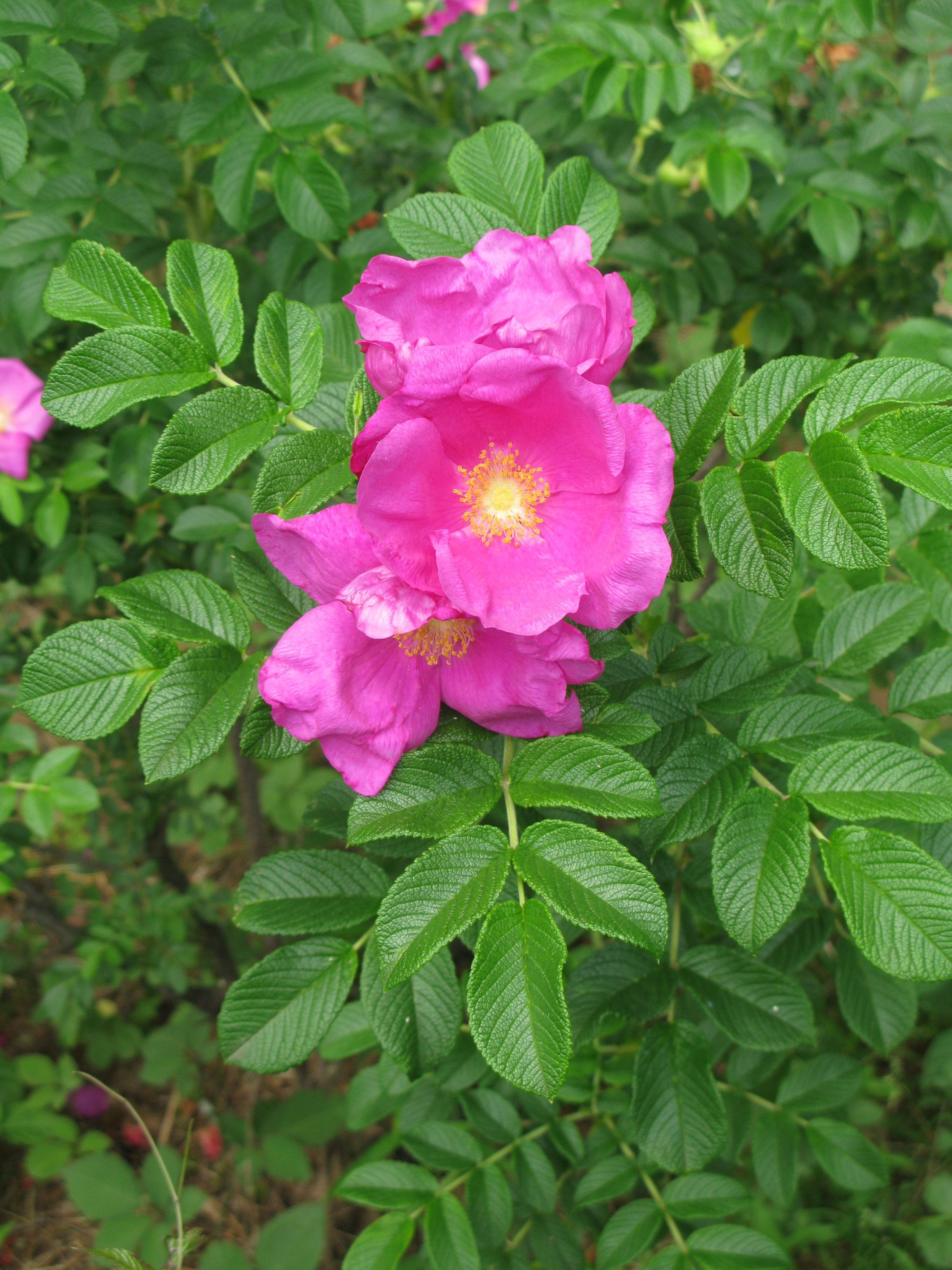
Vresros
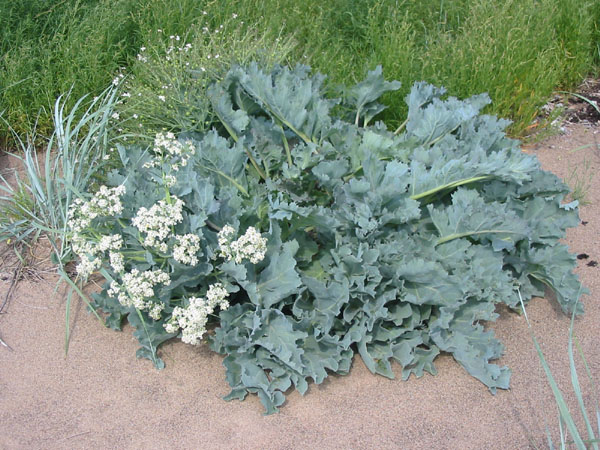
Strandkål
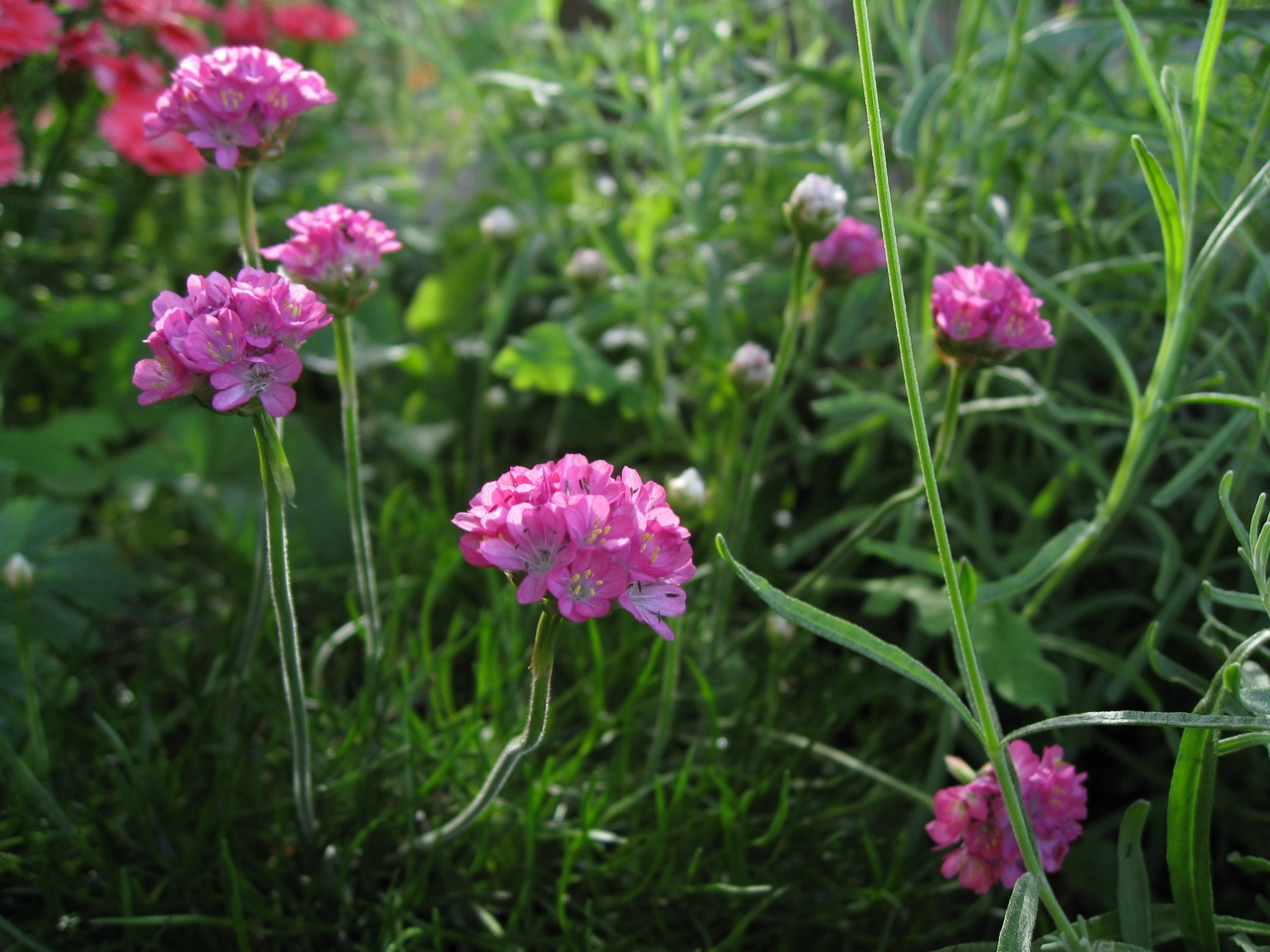
Trift
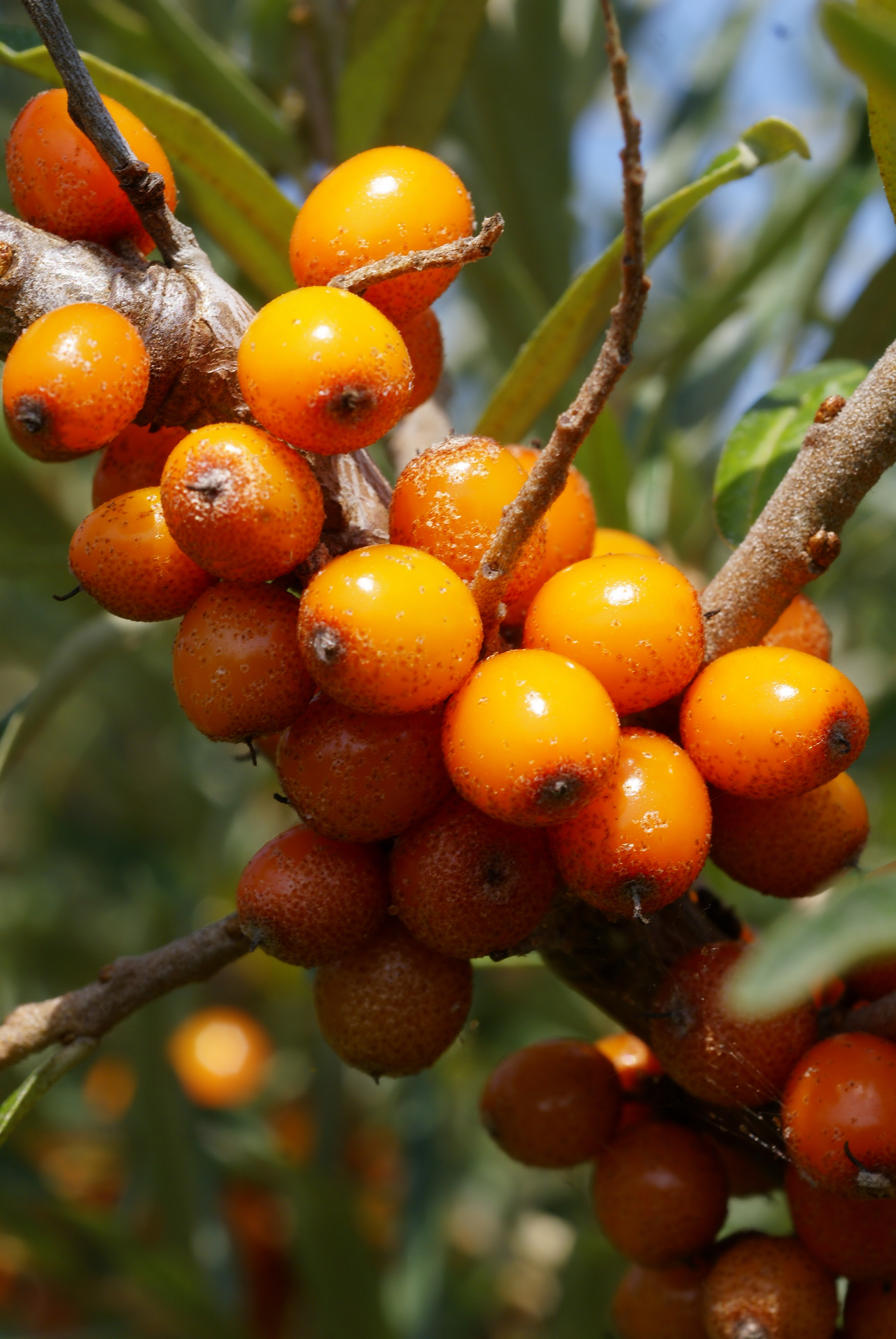
Havtorn